# Образ (оптика)
 Тази статия е за оптиката.  За други значения вижте Образ.  
Ако една оптична система не нарушава хомоцентричността на светлинните снопове, то лъчите, излизащи от една точка P, след като са преминали през системата, се пресичат в точка Q, която се нарича образ на точка P.
Оптичен образ на предмет е съвкупността от образите на всички негови точки. Ако всяка точка от предмета се изобразява в точка от образа, то образът се нарича стигматичен (точков). Ако на мястото на точка Q се постави източник и образът му е в точка P, то тези точки се наричат спрегнати.